# هنري تويشر

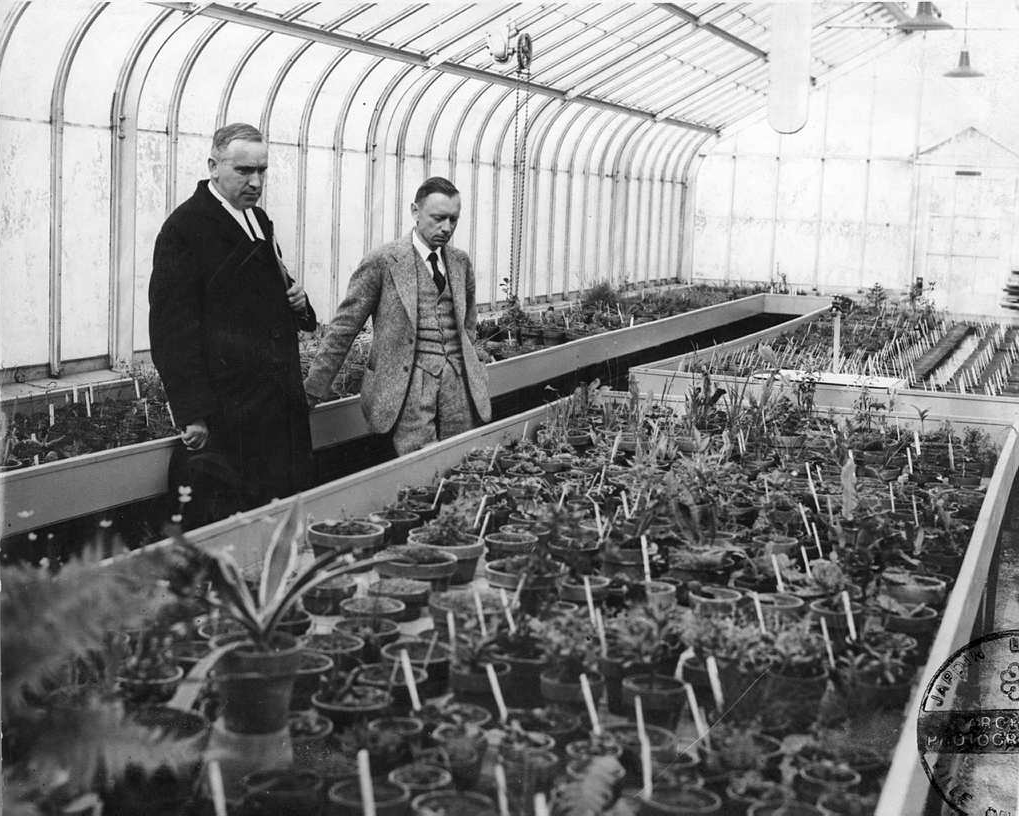
تويشر(في الوسط) مع ماري فيكتورين ، 1936

كان هاينريش (هنري) تويشر (8 مايو 1891 في برلين - 9 أغسطس 1984 في تورنتو) مهندسًا للمناظر الطبيعية وبستانيًا وعالم نباتًا اشتهر بتصميم حديقة مونتريال النباتية. كما كان أول أمين لها.

## الاعتراف المهني
حصل تويشر على جائزة محترف أي اتش اس لعام 1953 من الجمعية الأمريكية للبستنة، بالإضافة إلى جائزة ليبرتي هايد بيلي وجائزة الاستحقاق من جمعية الحدائق العامة الأمريكية لعام 1978. تم تسمية جنس من بساتين الفاكهة المعروف بـتويشريا باسمه.